# Eutanyacra oppilata
Eutanyacra oppilata là một loài tò vò trong họ Ichneumonidae.